# Jonas Grosch
Jonas Grosch (Friburgo in Brisgovia, 25 novembre 1981) è un regista e sceneggiatore tedesco.

## Biografia
Figlia dell'attrice Sabine Wackernagel e fratello di Katharina Wackernagel, Jonas Grosch ha studiato letteratura comparata e filosofia e poi sceneggiatura presso Filmuniversität Babelsberg Konrad Wolf. Nel 2008 ha esordito con il documentario Der Weiße mit dem Schwarzbrot.
Nel 2009 ha esordito alla regia di un lungometraggio, Résiste – Aufstand der Praktikanten, mentre nel 2023 ha diretto la serie televisiva Last Exit Schinkenstraße con Heinz Strunk e Marc Hosemann.

## Filmografia parziale

### Regista e sceneggiatore
- Der Weiße mit dem Schwarzbrot (2007)
- Résiste – Aufstand der Praktikanten (2009)
- Die letzte Lüge (2011)

### Regista
- Bonnie und Veit (2005)
- A Silent Rockumentary  (2012)

### Sceneggiatore
- Polska Love Serenade (2008)

## Riconoscimenti
- First Steps Award
  - 2009 – Candidatura al miglior lungometraggip per Résiste – Aufstand der Praktikanten